# Швецов Олександр Ілліч
Олександр Ілліч Швецов (рос. Александр Ильич Швецов; 29 вересня 1988, м. Череповець, СРСР) — російський хокеїст, правий нападник. Виступає за «Рубін» (Тюмень) у Вищій хокейній лізі. 
Вихованець хокейної школи «Сєвєрсталь» (Череповець). Виступав за ХК «Пітер», «Спартак» (Санкт-Петербург), ХК ВМФ (Санкт-Петербург), «Металург» (Новокузнецьк), «Єрмак» (Ангарськ), «Спартак» (Москва), «Сибір» (Новосибірськ).